# 오와리번
오와리 번(일본어: 尾張藩 오와리한[*])은 일본 에도 시대 오와리국 전역과 미노, 미카와, 시나노 3국(기소강 상류 유역의 산림 지대)의 일부 지역을 지배했던 번으로, 그 지배 영역은 지금의 아이치현 서부에 속해 있었다. 지금의 아이치현 나고야시에 있는 오와리국 나고야성을 거성으로 삼았던 관계로, 메이지 시대 초기에는 나고야 번(名古屋藩)으로 표기하는 경우도 많았다. 번주 가문은 도쿠가와 고산케의 필두격이었던 오와리 도쿠가와가(尾張徳川家)로, 여러 다이묘들 중에서도 가장 높은 가격(家格)을 보유했다. 표면상의 고쿠다카는 61만 9천 5백 석으로, 고산케 중에서도 영지 규모가 가장 큰 번이었다.

## 역대 번주
| 대수 | 번주                       | 초상화 | 재임 기간       | 비고                                                                               |
| ---- | -------------------------- | ------ | --------------- | ---------------------------------------------------------------------------------- |
| 1    | 도쿠가와 요시나오 徳川義直 |        | 1610년 ~ 1650년 | 도쿠가와 이에야스의 제9자. 오와리 번조.                                            |
| 2    | 도쿠가와 미쓰토모 徳川光友 |        | 1650년 ~ 1693년 | 초대 번주 도쿠가와 요시나오의 장남                                                 |
| 3    | 도쿠가와 쓰나노부 徳川綱誠 |        | 1693년 ~ 1699년 | 2대 번주 도쿠가와 미쓰토모의 장남                                                  |
| 4    | 도쿠가와 요시미치 徳川吉通 |        | 1699년 ~ 1713년 | 3대 번주 도쿠가와 쓰나노부의 9남                                                   |
| 5    | 도쿠가와 고로타 徳川五郎太 |        | 1713년          | 4대 번주 도쿠가와 요시미치의 장남                                                  |
| 6    | 도쿠가와 쓰구토모 徳川継友 |        | 1713년 ~ 1730년 | 3대 번주 도쿠가와 쓰나노부의 11남 도쿠가와 요시무네와 쇼군직 경합을 벌였으나 탈락. |
| 7    | 도쿠가와 무네하루 徳川宗春 |        | 1730년 ~ 1739년 | 3대 번주 도쿠가와 쓰나노부의 19남 쇼군 요시무네와 라이벌 구도 형성.                |
| 8    | 도쿠가와 무네카쓰 徳川宗勝 |        | 1739년 ~ 1761년 | 2대 번주 도쿠가와 미쓰토모의 손자 마쓰다이라 도모아키의 장남                       |
| 9    | 도쿠가와 무네치카 徳川宗睦 |        | 1761년 ~ 1799년 | 8대 번주 도쿠가와 무네카쓰의 차남                                                  |
| 10   | 도쿠가와 나리토모 徳川斉朝 |        | 1800년 ~ 1827년 | 히토쓰바시 도쿠가와가 출신 쇼군 도쿠가와 이에나리의 혈연상 조카                    |
| 11   | 도쿠가와 나리하루 徳川斉温 |        | 1827년 ~ 1839년 | 쇼군 도쿠가와 이에나리의 19남                                                      |
| 12   | 도쿠가와 나리타카 徳川斉荘 |        | 1839년 ~ 1845년 | 쇼군 도쿠가와 이에나리의 12남                                                      |
| 13   | 도쿠가와 요시쓰구 徳川慶臧 |        | 1845년 ~ 1849년 | 고산쿄 다야스가 당주 다야스 나리마사의 7남                                         |
| 14   | 도쿠가와 요시쿠미 徳川慶恕 |        | 1849년 ~ 1858년 | 다카스 마쓰다이라가 당주 마쓰다이라 요시타쓰의 2남                                 |
| 15   | 도쿠가와 모치나가 徳川茂徳 |        | 1858년 ~ 1863년 | 다카스 마쓰다이라가 당주 마쓰다이라 요시타쓰의 5남                                 |
| 16   | 도쿠가와 요시노리 徳川義宜 |        | 1864년 ~ 1871년 | 14대 번주 도쿠가와 요시쿠미의 3남                                                  |

## 지번
- 고렌시(御連枝)
  - 야나가와번
  - 다카스번
- 부속 가로(附家老)
  - 이누야마번
  - 이마오번

## 같이 보기
- 번 (행정 구역)